# ファントム・ブレイブ
『ファントム・ブレイブ』 (Phantom Brave) は、2004年1月22日に日本一ソフトウェアより発売されたPlayStation 2用シミュレーションRPG。キャラクターデザインは原田たけひと、音楽は佐藤天平。ナレーションはならはしみき。

## 概要
テーマは「やりたい放題」。マップ上のアイテムやキャラを武器にしたり、アイテムを合成したり、好みのランダムダンジョンを作ったりとやり込み要素は豊富で多彩。戦闘では仲間をアイテムに憑依（コンファイン）させて戦わせるなど独自のシステムも多い。
なお、作中に登場する人物・能力・地方などの名前には色の名前が使われている（例：アッシュ〈Ash〉＝灰色、マローネ〈Marrone〉＝栗色）。
また、道満晴明によって漫画化（『コンプティーク』2004年2月号から7月号まで連載）されたほか、電撃ゲーム文庫とファミ通文庫で小説化もされている。

## ラインナップ
ファントム・ブレイブ（PS2）
- 2004年1月22日発売。限定版にはオールカラー設定資料集、オリジナルサウンドトラックCDが付属する。また予約特典としてラジオCDが用意された。
- 2004年8月31日に北米で発売開始（日本一ソフトウェアの子会社 NIS Americaの最初のタイトル）。
- 2005年2月4日には、KOEI LIMITEDにより欧州で発売開始。

ファントム・ブレイブ 2周目はじめました。PlayStation 2 the Best
2006年8月3日発売。クリア後のレベル・アイテム引き継ぎ機能やエクストラボス「プリニガーXX」などを追加した廉価版。
ファントム・ブレイブ Wii
2009年3月12日発売。「もうひとりのマローネ編」の追加、画面・音声のリファイン、操作性の向上など様々な改良が加えられた。予約特典は「オリジナルサウンドトラック 佐藤天平セレクション」。
ファントム・ブレイブ PORTABLE（PSP）
2010年10月28日発売。Wii版をベースに5人のキャラクターを追加。週刊ファミ通（2010年11月4日号）新作ゲームクロスレビューで、ゴールド殿堂入りを果たした。
Web ファントム・ブレイブ
2012年3月14日正式リリース、同年12月14日終了。ガマニアデジタルエンターテインメント配信のオンラインゲーム。
ファントム・ブレイブ PC (Windows 7/8/10)
2016年7月25日リリース。Steamでのオンライン販売。日本語・英語両対応。PSP版までの追加要素を内包しており、有料DLCもしくはセット販売としてデジタルアートブックも配信されている。
ファントム・ブレイブ（Nintendo Switch）
2021年8月26日発売。ダウンロード販売のみ。日本国外では、同じく日本一ソフトウェアのシミュレーションRPG『ソウルクレイドル 世界を喰らう者』と本作をセットにしたソフト『Prinny Presents NIS Classics Vol. 1』として発売。

## ストーリー
無数の島が浮かび、さまざまな人種が住む世界「イヴォワール」を舞台に、霊魂（ファントム）のアッシュと、霊魂を操る能力を持ち、それゆえ人々から疎まれている少女マローネが、持ち込まれるさまざまな仕事の依頼をこなし物語を紡いでいく。

## 登場人物

### メインキャラクター
マローネ (MARRONE)
声 - 水橋かおり
種族：人間族 / 年齢：13歳 / 身長：139cm / 体重：31kg
本作の主人公。生まれつき霊魂（ファントム）を操る能力を持っており、それが災いして周囲から「悪霊憑き」と呼ばれ差別や中傷を受けることが多い。それでもヘイズとジャスミンの教えのもと、前向きに生き、誰を恨むこともなく日々を暮らしている健気な少女。
請負人（クローム）として生計を立てているが、報酬を渋られたりしても人助けになったからいい、とあっさり引き下がる事がよくあり、そのたびにアッシュの頭を悩ませている。
能力は「奇跡の能力 シャルトルーズ」。霊魂（ファントム）の召喚や物体への憑依（コンファイン）を行える。
アッシュ (ASH)
声 - 下野紘
種族：人間族 / 年齢：18歳 / 身長：172cm / 体重：50kg
元は請負人（クローム）だったが、仕事中にサルファーに襲われ命を落とした。その際、マローネの両親が持つ能力により霊魂（ファントム）の身となる。
マローネの良き兄貴分かつ理解者で、正義感の強い青年。生前はマローネの両親とともに仕事をしており、彼らの家で共同生活を送っていた為、元々マローネとは面識があった。
霊魂（ファントム）としてこの世に残ったのは、マローネを守るという使命のためと感じており、マローネのことを親身に思っているが、
自身の存在のせいでマローネが悪霊憑きとよばれていることを負い目に感じている。
能力は破邪の力を身にまとう「水竜の能力（ちから）エカルラート」。
カスティル (CASTILE)
声 - 伊月ゆい
種族：人間族 / 年齢：13歳 / 身長：144cm / 体重：39kg
マローネの初めての友達。生まれつき足が悪く、車椅子で生活している。そのため、他人に迷惑をかけてばかりの自分を嫌っていた。
そんな中、自分と同年代ながらも自立をしているマローネが輝いて見えており、マローネも自身に初めて優しく接してくれたことで友達になる。
サフランがマローネを追い返した時も自分のせいだと思い込み、首飾りをプレゼントする。
モカを預かった際、手話でパティ族とコミュニケーションが出来ることを知り、パティ族の習性を知る鍵となった。
フェイディッドという名の兄がいるが、カスティルが幼い頃家を出て行ってしまった。
ウォルナット (WALNUT)
声 - 鳥海浩輔
種族：人間族 / 年齢：20歳 / 身長：182cm / 体重：70kg
マローネと同じく請負人（クローム）をやっているが、主にオクサイド（依頼の横取り）を行っている。非道なことも平然と行うため、同業者からは忌み嫌われている。
シェンナの依頼を横取りするため、獣王拳団に入団するも、自身の罠で獣王拳団含めコールドロンの雇った傭兵団がまともに動けなかったことで怒りを買うことになる。
異常なほど金に執着しているが、それにはある理由があるようだ。
能力は「覚醒の能力 サイコ・バーガンディ」。勇者スカーレットもこの能力をもっていたらしいが、30年前に能力乱用で死んだといわれているほど命に関わる危険な能力である。
Wii版で追加されたもうひとりのマローネ編では、サルファーの襲来で死んで霊魂（ファントム）となっており、操作キャラクターとして利用できる。
モカ
マローネがはじめて出会ったパティ族。名前はカスティルがつけたもの。
島に流れ着いていたのをシシカバブに拾われ、サーカス団の見世物として利用されていた。
キャナリーに開放された後、マローネに助けを求める視線を送るがサーカス団に戻る。
その後再び脱走し、おばけ島のマローネの家に隠れていた。一度は匿われるも、カスティルからもらった首飾りを隠したことで、カスティルのもとに預けられた。
シェンナ (SIENNA)
声 - 山田美穂（現・山田みほ）
種族：人間族 / 年齢：不詳 / 身長：174cm / 体重：53kg
アッシュとマローネの住む「おばけ島」のオーナー（シマオサ）。不思議な落ち着きを持つ妙齢の女性。
その正体は30年前サルファーを退けた勇者スカーレットだが、その際に足の自由に動かなくなる。足の自由を失った勇者が希望にはならないと判断し、
正体を隠し、相棒のムラサキと共に「がらくた島」と呼ばれるボトルメールの工場を営むようになった。
おばけ島を売ってほしいと言ってきたマローネとコールドロンに対し、魔島へ虹色の鳥を捕まえる依頼を出す。
ラファエル (RAPHAEL)
声 - 間島淳司
種族：人間族 / 年齢：不詳 / 身長：188cm / 体重：71kg
「イヴォワール九つ剣」の1人に数えられる誇り高き剣士。「無限剣のラファエル」と呼ばれている。世界最強の傭兵団（レイヴン）「白狼騎士団」の団長を務める。スプラウトとはかつて師弟関係にあった。
能力は「極みの能力 ヘリオトロープ」。
シェンナの依頼で最初に虹色の鳥を捕まえていたが、本気でマローネ達に挑むが、戦いを楽しませてくれたお礼として、虹色の鳥を譲った。
Wii版で追加されたもうひとりのマローネ編では、サルファーの襲来で死んで霊魂（ファントム）となっており、操作キャラクターとして利用できる。
スプラウト (SPROUT)
声 - 長嶝高士
種族：人間族 / 年齢：81歳 / 身長：212cm / 体重：152kg
大剣士・輝ける聖剣と呼ばれ、全ての剣士の憧れだった人物。「イヴォワールの九つ剣」筆頭。
元々は人の尊敬を集めるに足る人格者だったようだが、30年前のサルファー襲来に伴う魔物の凶暴化で最愛の孫娘を含む家族の全てを殺された事で闇に堕ち、以来いずれ再来するであろうサルファーへの復讐のためだけに貪欲に力を求め生きている。彼の持つ「魔剣シヴァ」は、倒した者の気を吸うという。
能力は「冒涜の能力 ダークエボレウス」。
Wii版で追加されたもうひとりのマローネ編では、サルファーと対峙するも、戦う前に死んで霊魂（ファントム）となっており、操作キャラクターとして利用できる。
サルファー
30年前イヴォワールを襲った魔物。過去幾度となく現れては世界を混乱の渦に巻き込んできた恐怖の象徴。

### サブキャラクター
ヘイズ
　マローネの父。
　マローネが5歳の時にサルファーに襲われ、命を落とすが、最後に自身の能力でアッシュを霊魂（ファントム）としてこの世にとどめた。
ジャスミン
マローネの母。
マローネが5歳の時にサルファーに襲われ、命を落とす。
モルト伯カーマイン
声 - 宮田浩徳
ウサギリス族。アクアマリン地方の名士。スカーレットを知る数少ない人物で、私費を投じてスカーレットを捜している。セレスト（貴族）の階級にありながらそれを鼻にかけることはなく、「悪霊憑き」と忌み嫌われるマローネに対しても偏見を持つことなく接する人格者。依頼を通して、年齢にそぐわない働きを見せるマローネを信頼する。
ムラサキ
声 - 鳥海浩輔
シェンナとともにがらくた島にすむウサギリス族の青年。手先が器用で発明が趣味。
おばけ島の権利書を無償で渡すことを渋ったマローネに、マローネの持ってきた宝の中にあったと船の模型と交換を提案した。
パーシモン
声 - 細井治
オウル族の情報屋。行き倒れていたウォルナットを介抱して以来、ウォルナットのことを気に掛ける。
コールドロン
声 - 宮田浩徳
マーマン族。「島喰らいのコールドロン」の異名を持つ、強面の不動産屋。優秀な人材であれば、何であろうと差別することのない実力主義者。
おばけ島を狙っており、マローネを小さな子供と侮っていたが、シェンナの依頼で自身が雇った騎士団の数々よりも強いマローネの実力を認め、応援するようになる。
シシカバブ
声 - 長嶝高士
キバイノシシ族。サーカス団団長。モカをサーカスの見世物として利用している。大事にしている写真をパティに隠され、マローネに写真を取り返すように依頼する。
兄にブータンがいるが、自身の夢であったサーカス団になることを反対されてから喧嘩が続いているが、兄弟の写真を大切にしており、兄思いなところがある。
バンブー社がサルファーの襲来に巻き込まれた際、ブータンが社内に忘れ物を取りに行ったことを知り、マローネに救助を依頼する。
その後、ブータンと和解しバンブー社の副社長に就任している。
パティ (PUTTY)
種族：パティ族 / 年齢：寿命は平均200年ぐらい / 身長：成体で約45cm/ 体重：成体で約1.5kg
個人名ではなく、パティ族という種族名。人語こそ話せないが高い知能を持ち、独自の社会を築いて生活している。人間が大切にしているものをどこかに隠す習性があり、「森の盗っ人」と呼ばれて人々からは嫌われている。「緑の守人島」にパティ族の住処があるが、研究所建設のために、魔物に変身して住処を守っていた。
サフラン
カスティルの父。結構な名門の出身だが、カスティルの治療費で財産をほとんど使い果たす。
カスティルのため島から離れることが出来ないため、マローネに緊急で島の魔物退治を依頼したが、カスティルの治療費と最後の魔物を自ら倒したことを理由に報酬の支払いを拒否した。
カスティルがサルファーに誘拐された際に再度マローネに緊急の依頼を出す。この時は報酬を用意していたが、カスティルの薬代から出していること、友達を助けるのは当然と言う理由でマローネに受け取りを拒否された。
　ジョーヌ
カスティルの母。
ブータン
声 - 宮田浩徳
キバイノシシ族。世界的大企業・バンブー社の社長。緑の守人島に会社の研究所を立てるため、マローネに現地のモンスター撃退を依頼するが、パティ族の住処であることを知ったマローネにドラゴンの巣と騙されて以来、マローネのことを快く思っていなかった。
弟にシシカバブがいるが、会社を継がずにサーカス団の夢を追いかけることに反対し、喧嘩が続いている。
バンブー社がサルファーの襲来に遭った際、一度は逃げ出すも危険を顧みず忘れ物を取りに戻る。
救助後、その忘れ物がシシカバブが持っていた写真と同じものだったことを知り、和解する。
サルファーの襲来時には、バンブー社の名のもとに魔島で傷ついた戦士を手当てする治療部隊を派遣した。
エンディングでは、カスティルのもとに訪れ、彼女の病気を治すことを約束した。
ドラブ
キバイノシシ族。獣王拳団の団長。シェンナの依頼のため、コールドロンに雇われた傭兵団の一人。ウォルナットにハメられたことをコールドロンに報告した。
マローネに代わり、緑の守人島の魔物討伐の依頼を受けるが、マローネに止められた。
Wii版で追加されたもうひとりのマローネ編では、サルファーの襲来で死んで霊魂（ファントム）となっており、操作キャラクターとして利用できる。
フレイム
アマゾネス団の団長。シェンナの依頼のため、コールドロンに雇われた傭兵団の一人。ウォルナットの罠にハメられたところを、マローネたちと対峙する。
能力は「乙女の能力 コバルト・ブルー」。Wii版で追加されたもうひとりのマローネ編では、サルファーの襲来で死んで霊魂（ファントム）となっており、操作キャラクターとして利用できる。
フォックス
死人使い。シェンナの依頼のため、コールドロンに雇われた傭兵団の一人。所属しているのは彼一人だが、魔力は一級品で大量の死人を操る。
能力は「魔道の能力 ヴィリディアン・カッパー」。
Wii版で追加されたもうひとりのマローネ編では、サルファーの襲来で死んで霊魂（ファントム）となっており、操作キャラクターとして利用できる。
リエール
オウル族。風の翼団の団長。シェンナの依頼のため、コールドロンに雇われた傭兵団の一人。ウォルナットの罠で壊滅的な被害を受けた。
能力は「風神の能力 オウル・ミョゾディス」。
Wii版で追加されたもうひとりのマローネ編では、サルファーの襲来で死んで霊魂（ファントム）となっており、操作キャラクターとして利用できる。
ビジオ
人狼族。ラファエルの偽物を名乗り、島荒らしをしていたが、マローネに撃退される。
2度目に別の島で島荒らしを行っていた時には、サルファーの闇に操られていた。
その後、獣王拳団に所属し、干からび島の砂漠にて軍団に壊滅的になっているところを、マローネに助けを依頼する。
Wii版で追加されたもうひとりのマローネ編では、サルファーの襲来で死んで霊魂（ファントム）となっており、操作キャラクターとして利用できる。
キャナリー
声 - 細井治
「希少モンスターの権利を主張する会」会長。少々自分勝手な行動が目立つ。
モカがサーカス団の見世物になっているのを見て、オリを開けて解放するが、逃げられた。マローネにパティの保護および捕獲を強引に依頼する。
報酬としてマローネに会員証を渡そうとするが、モカに隠され、パティ以上に価値のあると暴言を吐いた。
火猛りの島でも同様に希少モンスターの保護と捕獲をしようとしたが、その強引なやり方が暮らしの奪われると恐れていたモンスター達に襲われる。
モンスターに襲われたにも関わらず、モンスターの手当をするマローネに心を打たれる。
クローネ
声 - 水橋かおり
別次元のイヴォワールからやってきた、もうひとりのマローネ。マローネより若干大人びている。
彼女の次元のアッシュがファントム化しなかったため、一人嫌がらせを受け続け、人間不信になってしまい、オクサイド（依頼の横取り）をして生活をしていた。マローネやアッシュ達に嫌がらせをする。
実はゴッドエリンに脅され、自身の世界をサルファーから守るために協力させられていた。Wii版より登場。
能力はマローネと同じ「奇跡の能力 シャルトルーズ」。を行えるが、複数の霊魂（ファントム）を短時間のみ憑依（コンファイン）できるマローネに対し、
自身は一人だけしか行えないが、長時間の憑依（コンファイン）が可能と、マローネと微妙に性質が異なっている。
ゴッドエリン
声 - ならはしみき
クローネと共に別次元からやってきた自身を神と名乗るエリンギャー。
正体は世界を渡る闇の商人で、サルファーの力を兵器として軍事利用を企んでいた。Wii版より登場。

### ゲストキャラクター
ミャオ
『マール王国の人形姫』シリーズに登場するキャラクター。魔女マージョリーの家来。
ラハール
声 - 水橋かおり
『魔界戦記ディスガイア』の主人公。
エトナ
『魔界戦記ディスガイア』のキャラクター。
フロン
『魔界戦記ディスガイア』のキャラクター。
プリニー
エトナの家来。
中ボス
『魔界戦記ディスガイア』に登場するキャラクター。
カスティル
声 - 伊月ゆい
異世界からやって来たカスティル。PSP版で追加される。
魔王ゼタ
声 - 子安武人
『ファントム・キングダム』の主人公。宇宙最強の魔王。PSP版で追加される。
プリニー
声 - 間島淳司
『プリニー』の主人公。PSP版で追加される。
マケレンノジャー
『絶対ヒーロー改造計画』に登場するキャラクター。PSP版で追加される。
アサギ
声 - 稲村優奈
永遠の「次回作の主人公」。PSP版で追加される。

## 主題歌
挿入歌 「ともだち」
歌 - 立石玲 / 作詞 - 新川宗平 / 作曲・編曲 - 佐藤天平
エンディングテーマ 「Heavens Garden」
歌 - 華 / 作詞 - 高橋亜由美 / 作曲・編曲 - 佐藤天平

## インターネットラジオ
ゲーム発売を記念して、2003年10月よりインターネットラジオ配信サイト「ラジ＠（ラジアット）」で『ファントム・ブレイブ×ラジオ』が配信された。全8回。
パーソナリティーはアッシュ役の下野紘とマローネ役の水橋かおり。第6回は発売日直前となる2004年1月21日の23：30から生放送され、カウントダウンで発売を祝った。
発売前予約特典として、ラジオ0 - 3回（オリジナル編集バージョン）と未配信回を収録した「特典ラジオCD」が用意された。未配信回は水橋かおりと伊月ゆいがパーソナリティを務める。
|       | 配信日         | ゲスト                           |
| ----- | -------------- | -------------------------------- |
| 第0回 | 2003年10月7日  | なし                             |
| 第1回 | 2003年10月21日 | 佐藤天平（ゲーム音楽担当）       |
| 第2回 | 2003年11月4日  | 新川宗平（ゲームプロデューサー） |
| 第3回 | 2003年11月25日 | 伊月ゆい（カスティル役）         |
| 第4回 | 2003年12月16日 | 鳥海浩輔（ウォルナット役）       |
| 第5回 | 2004年1月13日  | 山田美穂（シェンナ役）           |
| 第6回 | 2004年1月21日  | 山田美穂・伊月ゆい               |
| 第7回 | 2004年2月4日   | 小林良綱（ゲームディレクター）   |

## 関連商品
CD
ファントム・ブレイブ アレンジ・サウンド・トラックス
発売日：2004年4月21日 / 発売：サイトロン・デジタルコンテンツ / 品番：SCDC-00348
ファントム・ブレイブ オリジナルサウンドドラマ
発売日：2004年5月29日 / 発売：ムービック / 品番：MACT-2053
ファントム・ブレイブ デジタル原画集
発売日：2004年4月22日 / 発売：日本一ソフトウェア / ※カラーイラスト、ラフスケッチなど600点以上収録

作品ガイド
- ファントム・ブレイブ ザ･マスターガイド （発売日：2004年1月24日、発行：メディアワークス ISBN 4-8402-2620-2）
- ファントム・ブレイブ ザ･コンプリートガイド （2004年3月13日、メディアワークス ISBN 4-8402-2670-9）
- ファントム・ブレイブ キャラクターコレクション （2004年6月26日、メディアワークス ISBN 4-8402-2745-4）

小説
ファントム・ブレイブ （電撃ゲーム文庫）
著者：安曽了、イラスト：原田たけひと / 発売日：2004年3月10日 / 発行：メディアワークス ISBN 4-8402-2648-2
ファントム・ブレイブ （ファミ通文庫）
著者：神代創、イラスト：原田たけひと・超肉 / 発行：エンターブレイン
1. ささやかな希望 （発売日：2004年4月19日 ISBN 4-7577-1837-3）
2. サルファーの攻撃 （2004年6月19日 ISBN 4-7577-1904-3）
3. 勇者の帰還 （2004年8月23日 ISBN 4-7577-1970-1）

漫画
ファントム・ブレイブ イヴォワール物語
作者：道満晴明 / 発売日：2004年10月9日 / 発行：角川書店（コンプティーク連載、角川コミックス・エース） ISBN 4-04-713671-9
- ファントム・ブレイブ コミックアンソロジー （発売日：2004年3月25日、発行：スタジオDNA ISBN 4-7580-0164-2）
- ファントム・ブレイブ アンソロジーコミック1 （2004年4月24日、エンターブレイン ISBN 4-7577-1799-7）
- ファントム・ブレイブ アンソロジーコミック2 （2004年8月30日、エンターブレイン ISBN 4-7577-1907-8）
- ファントム・ブレイブ 第1集 （2004年6月11日、スクウェア・エニックス（スーパーコミック劇場　Vol.72） ISBN 4-7575-1204-X）
- ファントム・ブレイブ 4コマKINGDOM （2004年3月27日、双葉社 ISBN 4-575-93886-6）
- ファントム・ブレイブ 4コママンガ劇場 （2004年4月2日、スクウェア・エニックス ISBN 4-7575-1183-3）
- ファントム・ブレイブ 4コママンガ劇場2 （2004年7月2日、スクウェア・エニックス ISBN 4-7575-1228-7）
- ファントム・ブレイブ 4コマKINGS （2004年4月24日、一迅社 ISBN 4-7580-0172-3）
- ファントム・ブレイブ 4コママンガ笑スタジアム （2004年7月24日、宙出版 ISBN 4-7767-1338-1）

その他
- ファントム・ブレイブ トレーディングカード （発売日：2004年6月23日、発売：エンターブレイン）